# Saveh
Sāveh (farsi ساوه) è il capoluogo dello shahrestān di Saveh, circoscrizione Centrale, nella provincia di Markazi in Iran. Aveva, nel 2016, una popolazione di 220 762 abitanti.
Saveh ha una vasta produzione di frumento e cotone, ed è nota anche per melograni e meloni. La sua zona industriale (Shahr Sanati) è una delle più grandi dell'Iran ed è collegata da un'autostrada a Teheran, da cui dista un centinaio di chilometri.

## Curiosità

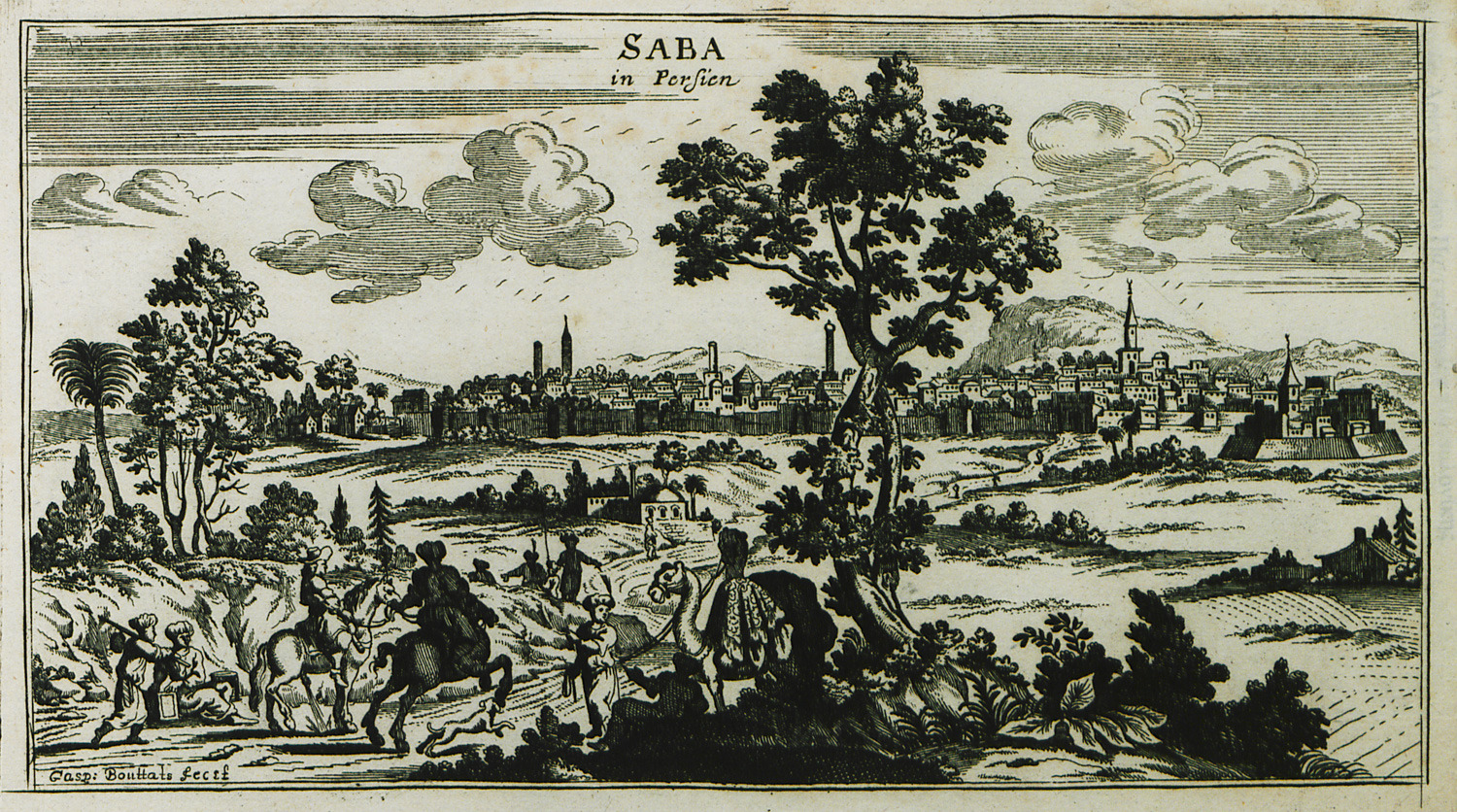
Saba (Saveh) in una incisione del 1690

Secondo la tradizione iraniana i Re Magi partirono da Saveh per far visita a Gesù Bambino e sono qui sepolti. Marco Polo descrive le tombe dei Magi nel suo libro il Milione:
(Marco Polo, Il Milione, cap. 31. Traduzione italiana di Maria Bellonci)

## Monumenti e luoghi d'interesse
- La moschea del Venerdì (Jame' Mosque)[3].
- La moschea Maidan (Quermez)[4]
- Il mausoleo Imamzadeh Soltan Seyed Eshaq[5].
- Lo storico ponte di Sorkhdeh (a sud della città)[6].
- La fortezza di Esmaeilieh (vicino al villaggio di Qiz Qaleh, 35 km a sud-ovest di Saveh)[7], di quella di Alvir (a nord-ovest)[8] e di Ardemin (a 56 km, sulla strada di Hamadan).[9]
- I siti archeologici di Aveh[10] e Alishar[11].